# Pat McAteer
Christened Edward Patrick „Pat“ McAteer (* 17. März 1932 in Birkenhead, Merseyside; † 30. April 2009 in Annapolis) war ein britischer Boxer.

## Werdegang
Pat McAteer, Spitzname Patmac, wuchs in Birkenhead auf und begann dort als Jugendlicher mit dem Boxen. Er stammte aus einer Boxerfamilie, denn auch seine Brüder Mick und Billy sowie sein Cousin Les McAteer waren Berufsboxer. Seine Amateurzeit währte ca. 3 Jahre, aus dieser Zeit sind aber keine herausragenden Ergebnisse bekannt.
1952 wurde er Berufsboxer. Sein Domizil war Liverpool und sein Manager Johnny Campbell.
Seinen ersten Kampf als Berufsboxer bestritt der mit einer guten Technik ausgestattete Pat McAteer am 11. September 1952 in Liverpool. Dabei besiegte er im Mittelgewicht seinen englischen Landsmann Arthur Lewis durch K. o. in der 2. Runde. Danach folgten 40 Siege in 40 Kämpfen. Dabei war er auch gegen eine ganze Reihe von meist europäischen und britischen Ranglistenboxern erfolgreich. So besiegte er am 5. August 1954 in Liverpool den Deutschen Leo Starosch nach Punkten, am 9. Dezember 1954 siegte er in Liverpool über den Meister der "Midlands Area" Les Allen und am 4. März 1955 schlug er in Manchester den starken Emile Delmine aus Belgien nach Punkten. In der Europa-Rangliste des deutschen Fachblattes Box Sport vom April 1955 stand er im Mittelgewicht hinter Bubi Scholz, Deutschland, Pierre Langlois, Frankreich, Hans Stretz, Deutschland, Claude Milazzo, Frankreich, Johnny Sullivan, England, Franco Festucci, Italien und Peter Müller, Deutschland an 8. Stelle. Europameister war zu diesem Zeitpunkt Charles Humez aus Frankreich.
Am 16. Juni 1955 boxte Pat McAteer in Liverpool gegen Johnny Sullivan um den britischen Meistertitel und den Meistertitel des British Empire & Commonwealth. In der 8. Runde unterlief Johnny Sullivan dabei ein Tiefschlag, der als "Foul" gewertet wurde. Sullivan wurde disqualifiziert und Pat McAteer zum Sieger dieses Kampfes ausgerufen.
Danach gelangen Pat McAteer zwei wichtige Siege. Am 28. Juli 1955 schlug er in Liverpool den Franzosen André Drille nach Punkten und am 12. November 1955 bezwang er in Johannesburg auch den Afrikameister Mike Holt, Südafrika, im Kampf um den British Empire & Commonwealth-Title über 15 Runden nach Punkten.
Am 10. April 1956 unterlag Pat McAteer in Kensington dem schwächer als Holt eingeschätzten Südafrikaner Jimmy Elliott überraschend nach Punkten. Das war nach 40 siegreichen Kämpfen seine erste Niederlage. Am 29. Juni 1956 unterlag er in Rom auch dem italienischen Spitzenboxer Tiberio Mitri nach Punkten. Am 18. Oktober 1956 verteidigte er dann in Nottingham seine Titel durch einen Techn. K.-o.-Sieg in der 4. Runde über Lew Lazar. Am 19. Dezember 1956 scheiterte Pat McAteer in Chicago bei dem Versuch im Kampf gegen den US-Amerikaner Spider Webb in das amerikanische Boxgeschäft einsteigen zu können. Er verlor gegen Webb durch Techn. K. o. in der 2. Runde.
Am 4. Februar 1957 bekam er dann die Chance, im Pariser Palais des Sports gegen Charles Humez um den Europameistertitel im Mittelgewicht zu kämpfen. Er verlor diesen Kampf aber nach 15 Runden nach Punkten. Am 4. Mai 1957 verteidigte Pat McAteer in Johannesburg den British Empire & Commonwealth-Title gegen Jimmy Elliott. McAteer siegte in der 7. Runde durch K. o. Für Jimmy Elliott hatte dieser Kampf eine tragische Folge, denn er verstarb wenig später an den schweren Gehirnschäden, die er bei diesem Kampf davon getragen hatte.
Pat McAteer war am 5. September 1957 in Liverpool auch in seiner nächsten Titelverteidigung erfolgreich. Er gewann gegen Martin Hansen, einen gebürtigen Dänen, der aber such die britische Staatsangehörigkeit besaß, über 15 Runden nach Punkten. Am 11. November 1957 boxte Pat McAteer in Cardiff in einem Nichttitelkampf gegen Dick Tiger aus Nigeria unentschieden. Mit dem gleichen Resultat endete auch der Kampf gegen den Deutschen Hans Werner Wohlers am 28. Februar 1958 in Berlin. Nach diesem Kampf stand Pat McAteer in der Europa-Rangliste des Monats April 1958 im Mittelgewicht, Titelträger war immer noch Charles Humez, hinter Gustav Scholz und Hans-Werner Wohlers an 3. Stelle, vor Franz Szüzina, Deutschland und André Drille.
Am 27. März 1958 verlor Pa McAteer seinen British Empire & Commonwealth-Title durch eine K.-o.-Niederlage in der 9. Runde gegen Dick Tiger. Als er am 3. Juni 1958 in White City gegen seinen englischen Landsmann Terry Downes nach Punkten verlor, beendete er seine Laufbahn.
Nach seiner Boxer-Karriere ging Pat McAteer in die Vereinigten Staaten und lebte als erfolgreicher Geschäftsmann bis zu seinem Tode in Fairfax bei Washington, D.C.

### Titelkämpfe von Pat McAteer
| Datum      | Ort          | um den Titel von/des                             | Gewichtsklasse | Ergebnis                                                       |
| 16.6.1955  | Liverpool    | Großbritannien und British Empire & Commonwealth | Mittel         | Disq.-Sieg in der 9. Runde über Johnny Sullivan, England       |
| 12.11.1955 | Johannesburg | British Empire & Commonwealth                    | Mittel         | Punktsieg nach 15 Runden über Mike Holt, Südafrika             |
| 18.10.1956 | Nottingham   | Großbritannien und British Empire & Commonwealth | Mittel         | Techn. K.O.-Sieg in der 4. Runde über Lew Lazar, England       |
| 4.2.1957   | Paris        | Europa (EBU)                                     | Mittel         | Punktniederlage nach 15 Runden gegen Charles Humez, Frankreich |
| 4.5.1957   | Johannesburg | British Empire & Commonwealth                    | Mittel         | K.O.-Sieg in der 7. R über Jimmy Elliott, Südafrika            |
| 5.9.1957   | Liverpool    | Großbritannien und British Empire & Commonwealth | Mittel         | Punktsieg nach 15 Runden über Martin Hansen, England           |
| 27.3.1958  | White City   | British Empire & Commonwealth                    | Mittel         | K.O.-Niederlage in der 9. Runde gegen Dick Tiger, Nigeria      |